# Jörg Ißler
Jörg Ißler (* 1. April 1928; † 28. Januar 2015) war ein deutscher Ingenieur und Funkamateur. Sein Amateurfunkrufzeichen lautete DL1CT, später DL3SA.

## Leben
Während des Zweiten Weltkriegs gehörte der junge Jörg Ißler zu den wenigen hundert deutschen Funkamateuren, die eine Kriegsfunksendegenehmigung (KFSG) erhalten hatten. Sein damaliges Rufzeichen war D3kmn, wobei der letzte Buchstabe für Württemberg stand.
In der unmittelbaren Nachkriegszeit, am 17. August 1946, war er Gründungsmitglied des Württemberg-Badischen-Radio-Clubs (WBRC), der damals in Stuttgart in Anwesenheit von etwa 500 Personen, darunter Vertretern der amerikanischen Militärregierung, gegründet wurde. Damit entstand der erste, wenn auch noch regionale, Amateurfunkverband nach dem Krieg. Weitere Gründungsmitglieder waren Wolfram Felix Körner, DL1CU, und Kurt Schips, DL1DA.
Dies wurde von den Funkamateuren im gesamten Nachkriegsdeutschland mit Erleichterung und Dankbarkeit aufgenommen, denn so gab es erstmals wieder eine Ansprechstelle, an die man sich wenden konnte. Unter anderem diente das von Ißler und Schips betriebene Büro eine Zeit lang als zentrale deutsche QSL-Kartenvermittlungsstelle. Auch organisierten sie Schulungskurse und Treffen und trugen so damit bei, dass der Amateurfunk zu neuem Leben erweckt wurde. Ein Höhepunkt war am 7. und 8. Juni 1947 die 1. KW-Tagung in Stuttgart, zu der hunderte Funkamateure aus ganz Deutschland kamen, und auf der die Grundlagen für einen weiteren Aufschwung des Amateurfunks im Lande gelegt wurden.
Jörg Ißler und Kurt Schips haben damit dazu beigetragen, dass mit dem Gesetz über den Amateurfunk vom 14. März 1949 der Amateurfunk in Deutschland auf eine neue rechtliche Basis gestellt wurde und danach endlich wieder offizielle Amateurfunkrufzeichen für den legalen Sendebetrieb erteilt wurden. Ab Dezember 1946 fungierte Jörg Ißler als QSL-Manager des WBRC. Später schuf er die Funkrelaisstation DKØTZ in Schwieberdingen.
Er studierte Elektrotechnik und wurde Diplom-Ingenieur (Dipl.-Ing.) der Nachrichtentechnik. Zusammen mit Kurt Schips schrieb er das Taschenbuch für den Funkverkehr.
Jörg Ißler wurde 86 Jahre alt. Seine Urne ist auf dem Pragfriedhof in Stuttgart beigesetzt.

## Schriften (Auswahl)
- mit Kurt Schips, DL1DA: Taschenbuch für den Funkverkehr. Koerner’sche Druckerei und Verlagsanstalt, Gerlingen, 1947, 1953, 1956.